# Демократична прогресивна партія
Демократична прогресивна партія (кит.: 民主進步黨) — політична партія Китайської Республіки, яка очолює зелену коаліцію. Виступає за офіційне визнання незалежності острова від материкової держави (на відміну від синьої коаліції на чолі з Гоміньданом, що ратує за об'єднання Китаю). Важливим пунктом програми партії традиційно було проведення на Тайвані референдуму для зміни конституційної назви існуючої держави з «Китайська Республіка» (Чжунхуа Міньго, що може також перекладатися як «Республіка Китай») на «Тайванська Республіка» (Тайвань Міньго, що може також перекладатися як «Республіка Тайвань»).